# Cereus insularis
Cereus insularis là một loài thực vật có hoa trong họ Cactaceae. Loài này được Hemsl. mô tả khoa học đầu tiên năm 1884.